# Steve Vai/Diskografie
Diese Diskografie ist eine Übersicht über die musikalischen Werke des US-amerikanischen Musikers Steve Vai. Den Quellenangaben und Schallplattenauszeichnungen zufolge hat er bisher mehr als 2,3 Millionen Tonträger verkauft, davon alleine in seiner Heimat über 750.000. Seine erfolgreichste Veröffentlichung ist das Album Passion and Warfare mit über 1,1 Millionen verkauften Einheiten.

## Alben

### Studioalben
| Jahr | Titel Musiklabel                      | Höchstplatzierung, Gesamtwochen, AuszeichnungChartplatzierungen (Jahr, Titel, Musiklabel, Platzierungen, Wochen, Auszeichnungen, Anmerkungen) | Höchstplatzierung, Gesamtwochen, AuszeichnungChartplatzierungen (Jahr, Titel, Musiklabel, Platzierungen, Wochen, Auszeichnungen, Anmerkungen) | Höchstplatzierung, Gesamtwochen, AuszeichnungChartplatzierungen (Jahr, Titel, Musiklabel, Platzierungen, Wochen, Auszeichnungen, Anmerkungen) | Höchstplatzierung, Gesamtwochen, AuszeichnungChartplatzierungen (Jahr, Titel, Musiklabel, Platzierungen, Wochen, Auszeichnungen, Anmerkungen) | Höchstplatzierung, Gesamtwochen, AuszeichnungChartplatzierungen (Jahr, Titel, Musiklabel, Platzierungen, Wochen, Auszeichnungen, Anmerkungen) | Anmerkungen                                                 |
| Jahr | Titel Musiklabel                      | DE | AT | CH | UK | US | Anmerkungen                                                 |
| ---- | ------------------------------------- | --- | --- | --- | --- | --- | ----------------------------------------------------------- |
| 1984 | Flex-Able Epic                        | — | — | — | — | — | Erstveröffentlichung: Januar 1984 Verkäufe: + 400.000       |
| 1990 | Passion and Warfare Epic / Relativity | — | — | CH35 (3 Wo.)CH | UK8 Silber · (10 Wo.)UK | US18 Gold · (25 Wo.)US | Erstveröffentlichung: 22. Mai 1990 Verkäufe: + 1.157.000    |
| 1993 | Sex & Religion Epic / Relativity      | DE53 (9 Wo.)DE | — | CH26 (3 Wo.)CH | UK17 (6 Wo.)UK | — | Erstveröffentlichung: 27. Juli 1993 Verkäufe: + 182.069     |
| 1996 | Fire Garden Sony                      | — | — | — | UK41 (2 Wo.)UK | US106 (2 Wo.)US | Erstveröffentlichung: 17. September 1996 Verkäufe: + 88.432 |
| 1998 | Flex-Able Leftovers Sony              | — | — | — | — | — | Erstveröffentlichung: 10. November 1998 Verkäufe: + 14.913  |
| 1999 | The Ultra Zone Epic                   | — | — | — | — | US121 (1 Wo.)US | Erstveröffentlichung: 7. September 1999 Verkäufe: + 41.395  |
| 2005 | Real Illusions: Reflections Epic      | — | — | — | — | US147 (1 Wo.)US | Erstveröffentlichung: 22. Februar 2005 Verkäufe: + 70.000   |
| 2012 | The Story of Light Favored Nations    | DE79 (1 Wo.)DE | AT67 (1 Wo.)AT | — | — | US78 (1 Wo.)US | Erstveröffentlichung: 14. August 2012                       |
| 2016 | Modern Primitive Epic                 | — | — | CH77 (1 Wo.)CH | — | — | Erstveröffentlichung: 24. Juni 2016                         |
| 2022 | Inviolate Favored Nations             | DE65 (1 Wo.)DE | — | CH25 (2 Wo.)CH | — | — | Erstveröffentlichung: 28. Januar 2022                       |
| 2023 | Gash Favored Nations                  | — | — | CH61 (1 Wo.)CH | — | — | Erstveröffentlichung: 27. Januar 2023                       |

### Livealben
| Jahr | Titel                           | Höchstplatzierung, Gesamtwochen, AuszeichnungChartplatzierungen (Jahr, Titel, Platzierungen, Wochen, Auszeichnungen, Anmerkungen) | Höchstplatzierung, Gesamtwochen, AuszeichnungChartplatzierungen (Jahr, Titel, Platzierungen, Wochen, Auszeichnungen, Anmerkungen) | Höchstplatzierung, Gesamtwochen, AuszeichnungChartplatzierungen (Jahr, Titel, Platzierungen, Wochen, Auszeichnungen, Anmerkungen) | Höchstplatzierung, Gesamtwochen, AuszeichnungChartplatzierungen (Jahr, Titel, Platzierungen, Wochen, Auszeichnungen, Anmerkungen) | Höchstplatzierung, Gesamtwochen, AuszeichnungChartplatzierungen (Jahr, Titel, Platzierungen, Wochen, Auszeichnungen, Anmerkungen) | Anmerkungen                                                           |
| Jahr | Titel                           | DE | AT | CH | UK | US | Anmerkungen                                                           |
| ---- | ------------------------------- | --- | --- | --- | --- | --- | --------------------------------------------------------------------- |
| 2025 | G3 Reunion Live Favored Nations | DE89 (1 Wo.)DE | — | CH49 (1 Wo.)CH | — | — | Erstveröffentlichung: 31. Januar 2025 mit Eric Johnson & Joe Satriani |

Weitere Livealben
- 2001: Alive in an Ultra World
- 2003: Live in London
- 2007: Sound Theories Vol. I & II
- 2009: Where the Wild Things Are
- 2010: Where the Other Wild Things Are

### Kompilationen
- 1993: Zappa’s Universe
- 1995: In from the Storm
- 1996: Songs of West Side Story
- 1997: Merry Axemas: A Guitar Christmas
- 1999: Radio Disney Kid Jams
- 2000: The 7th Song – Enchanting Guitar Melodies – Archives Vol. 1
- 2001: The Secret Jewel Box
- 2001: Frank Zappa Original Recordings; Steve Vai – Archives, Vol. 2
- 2001: Roland Guitar Masters
- 2002: The Elusive Light and Sound Vol. 1
- 2002: Guitars for Freedom
- 2003: Mystery Tracks – Archives Vol. 3
- 2003: Various Artists – Archives Vol. 4
- 2003: The Infinite Steve Vai – An Anthology
- 2004: Piano Reductions, Vol. 1: Performed by Mike Keneally
- 2005: The Sounds of Nascar
- 2008: Steve Vai Original Album Classics
- 2010: Playlist: The Very Best of Steve Vai
- 2011: The Essential Steve Vai
- 2019: Piano Reductions, Vol. 2: Performed by Miho Arai

### EPs
| Jahr | Titel                         | Höchstplatzierung, Gesamtwochen, AuszeichnungChartplatzierungen (Jahr, Titel, Platzierungen, Wochen, Auszeichnungen, Anmerkungen) | Höchstplatzierung, Gesamtwochen, AuszeichnungChartplatzierungen (Jahr, Titel, Platzierungen, Wochen, Auszeichnungen, Anmerkungen) | Höchstplatzierung, Gesamtwochen, AuszeichnungChartplatzierungen (Jahr, Titel, Platzierungen, Wochen, Auszeichnungen, Anmerkungen) | Höchstplatzierung, Gesamtwochen, AuszeichnungChartplatzierungen (Jahr, Titel, Platzierungen, Wochen, Auszeichnungen, Anmerkungen) | Höchstplatzierung, Gesamtwochen, AuszeichnungChartplatzierungen (Jahr, Titel, Platzierungen, Wochen, Auszeichnungen, Anmerkungen) | Anmerkungen                                         |
| Jahr | Titel                         | DE | AT | CH | UK | US | Anmerkungen                                         |
| ---- | ----------------------------- | --- | --- | --- | --- | --- | --------------------------------------------------- |
| 1984 | Flex-Able Leftovers Urantia   | — | — | — | — | — | Erstveröffentlichung: 1984                          |
| 1995 | Alien Love Secrets Relativity | — | — | — | UK39 (2 Wo.)UK | US125 (2 Wo.)US | Erstveröffentlichung: März 1995 Verkäufe: + 103.116 |

## Videoalben
Solo
- 1995: Alien Love Secrets (VHS, DVD)
- 2003: Live at the Astoria, London (DVD, US: ×2Doppelplatin )
- 2007: Visual Sound Theories (DVD)
- 2009: Where the Wild Things Are (DVD, Blu-ray, US: Gold)

G3
- 1997: G3: Live in Concert (VHS, DVD)
- 2004: G3: Rockin’ in the Free World (DVD)
- 2005: G3: Live in Tokyo (DVD)

mit Anderen
- 1982: The Dub Room Special (VHS, DVD) – mit Frank Zappa („Stevie’s Spanking“, New York City Palladium)
- 1985: Power Live (VHS) – mit Alcatrazz (Konzert aus Shinjuku Kousei Nenkin Hall, Japan)
- 1985: David Lee Roth (VHS) – mit David Lee Roth („Yankee Rose“, „Goin’ Crazy!“)
- 1987: Video from Hell (VHS) – mit Frank Zappa („Stevie’s Spanking“ aus Rom)
- 1989: The True Story of 200 Motels (VHS) – mit Frank Zappa (Bei 41:33, Interview vom 14 Juli, 1982 in Palermo)
- 1990: Metal Head Vol.2 (VHS) – BMG Video Magazine (Interview)
- 1993: Zappa’s Universe: A Celebration of 25 Years of Frank Zappa’s Music (VHS, DVD) – Various Artists ("Dirty Love", Sofa")
- 1997: 7th Heaven video by Ibanez (VHS, DVD) – Ibanez Various Artists (Interview)
- 2003: Rockthology (DVD) – Various Artists („I Would Love To“ Musikvideo)
- 2003: The Satch Tapes (DVD) – Joe Satriani (Vai Interview von 1992)
- 2004: Eric Claptons Crossroads Guitar Festival 2004 – Various Artists (Get The Hell Outta Here)

als Schauspieler
- 1986: Crossroads – Pakt mit dem Teufel (VHS, DVD) – als „Jack Butler“
- 2005: Bill & Ted's Most Excellent Collection (DVD) – „Score! An Interview With Guitarist Steve Vai“
- 2007: Crazy (DVD) – als „Hank Williams“
- 2008: Tattooed (DVD) – als Steve Vai selbst
- 2009: Metalocalypse (TV) – Stimme: Episode 39 „Renovationklok“, Episode 40 „Tributeklok“

## Sonderveröffentlichungen
| Jahr | Soundtrack                                  | Typ                       | Anmerkungen                                                  |
| ---- | ------------------------------------------- | ------------------------- | ------------------------------------------------------------ |
| 1986 | Crossroads                                  | Motion Picture Soundtrack | Alle Stücke von The Elusive Light and Sound, Vol. 1          |
| 1987 | Dudes                                       | Motion Picture Soundtrack | Amazing Grace – auch auf The Elusive Light and Sound, Vol. 1 |
| 1987 | Unter Null                                  | Motion Picture Soundtrack | Bump ‘n Grind (befindet sich nicht auf dem OST)              |
| 1991 | Bill & Ted’s verrückte Reise in die Zukunft | Motion Picture Soundtrack | The Reaper und The Reaper Rap                                |
| 1992 | Wayne’s World                               | Motion Picture Soundtrack | zusammen mit Joe Satriani, von Feed My Frankenstein          |
| 1992 | Steinzeit Junior                            | Motion Picture Soundtrack | Get the Hell Out of Here                                     |
| 1994 | PCU                                         | Motion Picture Soundtrack | Steve Vai komponierte die gesamte Filmmusik                  |
| 1997 | Formula 1                                   | Video Game Soundtrack     |                                                              |
| 2001 | Ghosts of Mars                              | Motion Picture Soundtrack | Ghosts of Mars sowie Ghost Poppin                            |
| 2004 | Halo 2 Soundtrack Volume 1                  | Video Game Soundtrack     | Halo Theme Mjolnir Mix und Never Surrender                   |
| 2006 | Halo 2 Soundtrack Volume 2                  | Video Game Soundtrack     | Reclaimer                                                    |
| 2008 | Guitar Hero III: Legends of Rock            | Video Game Soundtrack     | For the Love of God                                          |
| 2014 | Halo 2 Anniversary Original Soundtrack      | Video Game Soundtrack     | Halo Theme Gungnir Mix und Genesong                          |

## Statistik

### Chartauswertung
|                     | DE    | AT    | CH    | UK    | US    |
| ------------------- | ----- | ----- | ----- | ----- | ----- |
| Nummer-eins-Alben   | DE—DE | AT—AT | CH—CH | UK—UK | US—US |
| Top-10-Alben        | DE—DE | AT—AT | CH—CH | UK1UK | US—US |
| Alben in den Charts | DE4DE | AT1AT | CH6CH | UK4UK | US6US |

### Auszeichnungen für Musikverkäufe
| Goldene Schallplatte - Japan - 1995: für das Album Passion and Warfare - Kanada - 1990: für das Album Passion and Warfare - 2005: für das Videoalbum Live at the Astoria - Neuseeland - 1990: für das Album Passion and Warfare | Platin-Schallplatte - Australien - 2013: für das Videoalbum G3: Live in Tokyo - Kanada - 2010: für das Videoalbum Where The Wild Things Are |

Anmerkung: Auszeichnungen in Ländern aus den Charttabellen bzw. Chartboxen sind in ebendiesen zu finden.
| Land/RegionAuszeichnungen für Musikverkäufe (Land/Region, Auszeichnungen, Verkäufe, Quellen) | Silber  | Gold     | Platin     | Verkäufe | Quellen         |
| -------------------------------------------------------------------------------------------- | ------- | -------- | ---------- | -------- | --------------- |
| Australien (ARIA)                                                                            | —       | —        | Platin1    | 15.000   | aria.com.au     |
| Japan (RIAJ)                                                                                 | —       | Gold1    | —          | 100.000  | riaj.or.jp      |
| Kanada (MC)                                                                                  | —       | 2× Gold2 | Platin1    | 65.000   | musiccanada.com |
| Neuseeland (RMNZ)                                                                            | —       | Gold1    | —          | 7.500    | Einzelnachweise |
| Vereinigte Staaten (RIAA)                                                                    | —       | 2× Gold2 | 2× Platin2 | 750.000  | riaa.com        |
| Vereinigtes Königreich (BPI)                                                                 | Silber1 | —        | —          | 500.000  | bpi.co.uk       |
| Insgesamt                                                                                    | Silber1 | 6× Gold6 | 4× Platin4 |          |                 |